# Yannick Harms
Yannick Harms (né le 14 janvier 1994 à Kandel, en Rhénanie-Palatinat) est un joueur allemand de volley-ball. Il mesure 1,98 m et joue réceptionneur-attaquant.

## Clubs
| Club                | De        | À |
| ------------------- | --------- | - |
| VfB Friedrichshafen | 2012-2013 | … |

## Palmarès
- Championnat d'Allemagne
  - Finaliste : 2013, 2014